# .45 Auto Rim
La cartouche de .45 Auto Rim est une version du .45 ACP pour revolver avec un étui à bourrelet pour en faciliter l'éjection du barillet, commercialisée  à partir des années 1920.

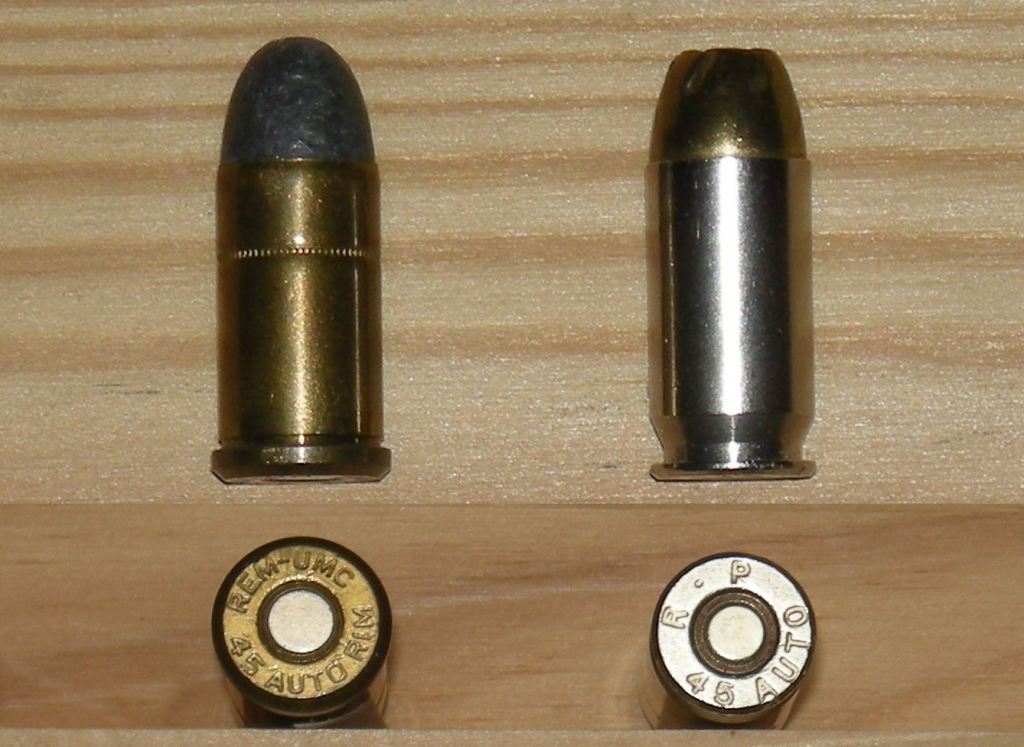
Cartouche .45 AUTO RIM /.45 ACP

## Données techniques
La munition commerciale standard présente les caractéristiques suivantes :
- Balle : ogive blindée (FMJ - Full Metal Jacketed)
- Désignation métrique : 11,43 × 23 mm R
- Masse de la balle : 15 g
- Masse de la cartouche : 21,5 g
- Vitesse initiale : 247–253 m/s
- Énergie initiale : 454 J.